# Melanagromyza tschirnhausi
Melanagromyza tschirnhausi är en tvåvingeart som beskrevs av Pakalniskis 1996. Melanagromyza tschirnhausi ingår i släktet Melanagromyza och familjen minerarflugor.
Artens utbredningsområde är Litauen. Inga underarter finns listade i Catalogue of Life.